# Distretto di El Hamadia
Il distretto di El Hamadia è un distretto della provincia di Bordj Bou Arreridj, in Algeria, con capoluogo El Hamadia.

## Comuni
Il distretto di El Hamadia comprende 4 comuni:
- El Hamadia
- El Ach
- Ksour
- Rabta